# Юнион (футбольный клуб)
«Юнион Сент-Жиллуаз» (фр. Royale Union Saint-Gilloise) — бельгийский профессиональный футбольный клуб из Брюсселя, основанный в 1897 году. 12-кратный чемпион Бельгии, уступающий по количеству чемпионских титулов только клубам «Андерлехт» и «Брюгге». Трёхкратный обладатель Кубка Бельгии и обладатель Суперкубка Бельгии. По праву считается самым успешным футбольным клубом страны до Второй мировой войны. В истории бельгийского футбола хорошо известен своей беспроигрышной серией в 60 игр (этот рекорд остаётся непобитым и по сей день), в период между 1933—1935 годами, давшей команде прозвище «Юнион 60». В дальнейшем в истории клуба наметился глубокий спад приведший к выступлениям в низших дивизионах страны.
В 2018 году в связи с приобретением клуба британцем Тони Блумом команда пережила стремительное возрождение. В сезоне 2021/22 «Юнион» стал первым футбольным клубом в истории Бельгии, которому удалось завершить сезон на вершине турнирной таблицы сразу же после выхода в элиту, хотя в стадии плей-офф команда и упустила долгожданное чемпионство «Брюгге». По итогам сезона клуб обеспечил себе право на квалификационные матчи в Лиге чемпионов, а впоследствии, и успешный дебют в Лиге Европы. В 2024 году «Юнион» завоевал свои первые трофеи в XXI веке — Кубок Бельгии и Суперкубок Бельгии. 25 мая 2025 года клуб впервые завоевал чемпионство с 1935 года.
Домашние матчи команда проводит на стадионе «Жозеф Марьен», вмещающем 9 400 зрителей.

## История

### Золотые годы и постепенный упадок

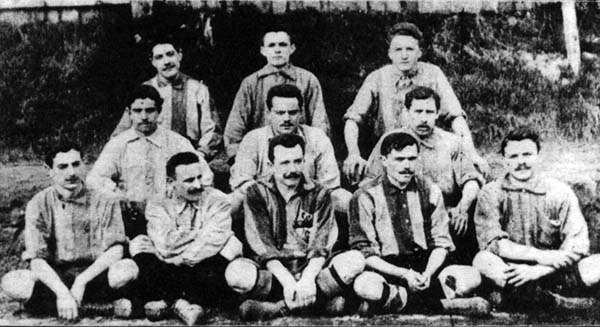
Футболисты «Юниона» в сезоне 1903/04

Основан группой друзей 1 ноября 1897 года, и впоследствии обладатель мартикула «10» в Бельгийской футбольной ассоциации. По мере реорганизации футбольных структур страны уже в 1898 году стал участником второго дивизиона Бельгии по футболу. В сезоне 1900/01 «Юнион» с первого места выходит в высший дивизион. Это событие в истории клуба является отправной точкой в начале золотой эры «Юниона». В сезоне 1903/04 «Юнион» не просто завоевывает свой первый титул, и успешно защищает его в течение трёх лет, пока в сезоне 1907/08, другой столичный клуб «Расинг» не возвращает себе чемпионство. В общей сложности до сезона 1914/15, который был прерван Первой мировой войной, «Юнион» успел семь раз стать чемпионом Бельгии по футболу, дважды стать обладателем Кубка Бельгии, а также по три раза выиграть в первых европейских международных турнирах — «Вызове Севера», «Кубке Ван дер Стратен-Понтоз» и «Кубке Жана Дюпюи», сыгравших в своё время важную роль в становлении первых еврокубков. Этот успех позволил «Юниону» не только стать самым успешным клубом Бельгии, но и одним из самых известных футбольных клубов Европы своего времени.
Вскоре после окончания войны, в сентябре 1919 года «Юнион» начинает выступать на новом стадионе «Дуден Парк», построенном при поддержке королевской семьи Бельгии. Долгое время «Юниону» не удавалось вернуть себе чемпионство, пока в сезоне 1922/23 клуб все же не стал 8‑ми кратным чемпионом страны. Если первую половину 20‑х годов можно было назвать в целом успешной для «Юниона» ввиду постоянных призовых мест по итогам чемпионата, вторая же половина 20‑х годов стала настоящим вызовом для молодой команды. Пиком этого спада стал сезон 1930/31 когда «Юнион» едва избежал вылета из элиты. В 1931 году «Дуден Парк» переименовывают в «Жозеф Марьен», в честь бывшего президента клуба Жозефа Марьена.
Сезоны 1932/33, 1933/34, 1934/35 стали золотыми в истории клуба. «Юнион» трижды подряд становился чемпионом Бельгии, и запомнился своей беспроигрышной серий в 60 матчей, которую оборвал принципиальный соперник клуба — «Даринг». Данный рекорд актуален и по сей день, подарил команде одно из её самых известных прозвищ — «Юнион-60». В 1953 году был учрежден трофей Жюля Паппера. Этот трофей, названный в честь защитника и капитана «Юниона» тех золотых лет, ежегодно стал вручаться одному из клубов трёх футбольных дивизионов Бельгии с самой длинной серией побед в сезоне.
После этого великого периода началось постепенное угасание клуба, кульминацией которого стал 1949 год, когда «Юнион» впервые вылетел из элитного дивизиона Бельгии. Вскоре вернувшись в элиту, какое-то время «Юнион» ещё продолжал бороться за медали и в сезоне 1955/56 завоевал бронзу чемпионата, однако остановить свой упадок он так и не смог. Не поспевая в ногу со временем «Юнион» постепенно начинает терять своё место доминирующего клуба столицы, и эту нишу со временем занимает другой столичный клуб — «Андерлехт». Последним ярким воспоминанием для болельщиков клуба стал дебют «Юниона» в еврокубках. Наибольшего успеха «Юнион» достиг в своём первом же сезоне Кубка ярмарок 1958/60, уступив в полуфинале турнира английскому «Бирмингем Сити» (2:4 и 2:4). В 1965 году «Юнион» вновь вылетает во второй дивизион, предпринимая редкие и не очень удачные попытки закрепиться в элите. Сезон 1972/73 и вовсе становится последним сезоном, когда клуб играл в высшем дивизионе страны в XX веке. Финальной точкой падения клуба стал 1981 год, когда «Юнион» опустился в 4-й дивизион Бельгии по футболу. В последующие годы клубу все же удалось преодолеть этот кризис и закрепиться в третьем дивизионе Бельгии, кратковременно поднимаясь во второй дивизион.
С 2014 года клуб находился в руках мажоритарного акционера и президента клуба — Юргена Баацша. При его руководстве по итогам сезона 2016/17 «Юнион» вернулся во второй дивизион Бельгии по футболу.

### Возрождение и возвращение в элиту
21 мая 2018 года новым владельцем клуба стал британец Тони Блум, уже владевший помимо «Юниона» английским «Брайтон энд Хоув Альбион», который при его руководстве смог вернуться и закрепиться в английской Премьер-лиге, продемонстрировав там лучшие результаты за свою историю. С приходом Блума и его новаторским подходом «Юнион» начинает переживать стремительное возрождение. 13 марта 2021 года благодаря победе над своим принципиальным соперником «Моленбеком» клуб обеспечивает себе повышение в элиту, в которой «Юнион» не играл 48 лет. В сезоне 2021/22 «Юнион» становится сенсацией в европейском футболе, привлекая к себе внимание множества европейских спортивных изданий. Свой первый же сезон после повышения в элиту «Юнион» завершает на вершине турнирной таблицы, чего раньше не делал ни один клуб в истории Бельгии. Однако в стадии плей-офф чемпионата «Брюгге» всё же смог защитить чемпионство, и «Юниону» пришлось довольствоваться только серебром чемпионата. Упущенный титул стал досадой для болельщиков клуба, но меньшим разочарованием чем неожиданный уход в «Андерлехт» тренера клуба Фелиса Маззу, пользовавшегося большим уважением фанатов команды. Преемником Маззу на посту тренера «Юниона» стал его ассистент Карел Герартс, работавший на этой должности ещё с 2019 года. Для Герартса «Юнион» стал первым клубом в его тренерской карьере.
Успех в Лиге Жюпиле обеспечил «Юниону» возвращение в еврокубки и первую в истории квалификацию Лиги чемпионов. В результате жеребьёвки, состоявшейся 18 июля 2022 года соперником «Юниона» в третьем раунде квалификации турнира становится шотландский «Рейнджерс». В дебютном для себя матче «Юнион» одержал домашнюю победу 2:0, однако не смог удержать преимущество, проиграв шотландцам в ответном матче на «Айброкс» со счётом 3:0. Несмотря на неудачу в квалификации Лиги чемпионов, «Юнион» получает возможность дебютировать в более подходящем для себя на тот момент турнире — Лиге Европы. Соперниками «Юниона» по групповому этапу становятся португальская «Брага», шведский «Мальмё» и немецкий «Унион» (Берлин). К большому удивлению многих, бельгийский дебютант завершает групповой этап на первом месте, обеспечивая себе тем самых выход в стадию 1/8 финала турнира. В групповом этапе «Юнион» не проиграл ни одного поединка, кроме последней игры с «Унионом» (Берлин) 3 ноября 2022 года. Если для берлинцев минимальная победа 0:1 на выезде решала их дальнейшее участие в Лиге Европы, для «Юниона» эта игра не решала уже ничего. По иронии судьбы возможность взять реванш у берлинцев выпала «Юниону» уже в 1/8, так как по результатам жеребьёвки соперники по групповому этапу стали соперниками и в стадии плей-офф. 9 марта 2023 года берлинский «Унион» с трудом сводит домашний матч с бельгийцами в ничью 3:3, а 16 марта 2023 года в ответном матче на «Лотто Парк» терпит поражение со счётом 3:0. 17 марта 2023 года по результатам жеребьёвки соперником «Юниона» в стадии 1/4 Лиги Европы становится ещё один немецкий клуб, леверкузенский «Байер 04». 13 апреля 2023 года в матче на «Бай-Арене» немцы с трудом избегают минимального поражения от «Юниона», сводя матч в ничью 1:1. 20 апреля 2023 года в ответном матче против «Юниона» на «Лотто Парк» немцы, сделав выводы из своих ошибок, буквально с первых минут перехватывают инициативу в игре, не оставляя «Юниону» шанса на победу. Матч заканчивается поражением бельгийцев со счётом 1:4, и по сумме двух встреч 2:5 «Юнион» выбывает из Лиги Европы.

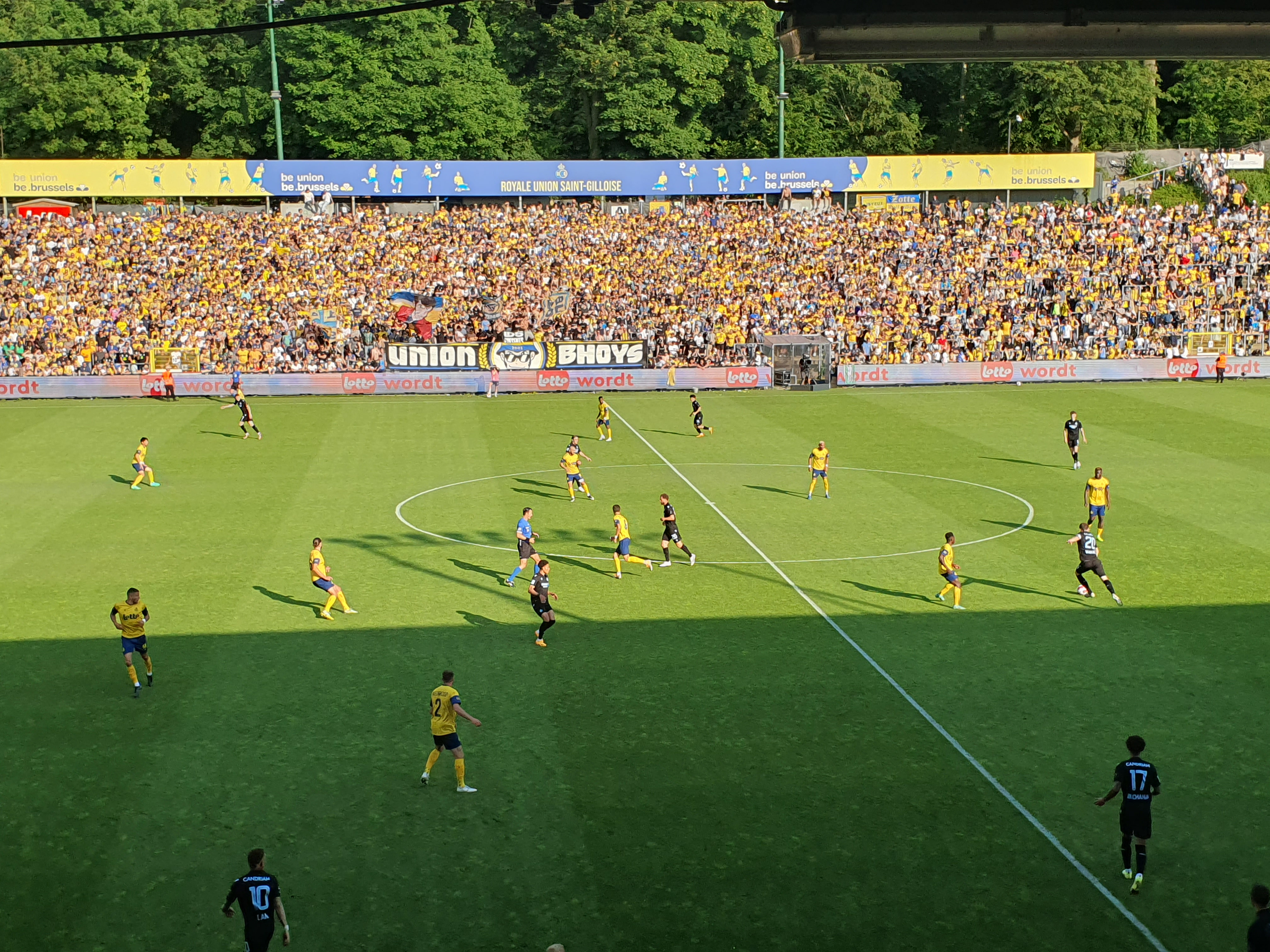
Поддержка трибун во время матча «Юнион» — «Брюгге». 04 июня 2023 года.

Несмотря на долгую кампанию в Лиге Европы, «Юниону» удалось завершить сезон 2022/23 на втором месте в чемпионате, набрав одинаковое количество очков с «Генком», но проигрывая последнему по показателям. Команда имела шансы на победу в Кубке Бельгии, однако проиграла по пенальти «Антверпену» в полуфинале турнира. В стадии плей-офф чемпионата «Юнион», «Генк» и «Антверпен» сохраняли шансы на победу вплоть до последнего 6 тура. Этот решающий тур отметился драматической концовкой, в которой чемпионский титул переходил между тремя командами буквально на последних минутах матчей. «Юнион», будучи в более выгодном положении из всех претендентов, теряет инициативу в матче с «Брюгге» и пропускает гол на 89 минуте, а следом и ещё два, потерпев тем самым неожиданное поражение 1:3. В другой встрече тура на 94 минуте благодаря голу Тоби Алдервейрелда «Антверпен» сводит матч с «Генком» в ничью и завоёвывает своё первое за 66 лет чемпионство. Будучи всего в паре минут от заветного золота, «Юнион» завершает сезон только на 3-м месте. 21 июня 2023 года ввиду финансовых разногласий во время переговоров о продлении контракта, Карел Герартс покидает пост тренера «Юниона». 3 июля 2023 года руководство «Юниона» объявило, что в следующем сезоне команду возглавит немецкий тренер Александер Блессин.
Благодаря бронзе прошлого сезона «Юнион» завоевал право на плей-офф Лиги Европы сезона 2023/24 получив в соперники швейцарский «Лугано». Уверенно обыграв швейцарцев с общим счётом 3:0 по суме двух встреч «Юнион» прошёл в групповой этап, получив в соперники по группе: английский «Ливерпуль», французскую «Тулузу» и австрийский «ЛАСК». По итогу группового этапа «Юниону» удалось занять только третье место, отметившись победой над «Ливерпулем» со счётом 2:1. Этот результат дает клубу право дебютировать в Лиге конференций УЕФА. В рамках 1/16 турнира «Юнион» получает в противники победителя Лиги Европы сезона 2021/22 немецкий «Айнтрахт (Франкфурт)». В тяжёлом противостоянии с немцами «Юниону» удается выйти победителем со счётом 4-3 по сумме двух встреч. Следующим соперником клуба в рамках 1/8 Лиги конференций становится турецкий «Фенербахче». Проиграв туркам 1:3 по сумме двух встреч «Юнион» завершает своё участие в еврокубках того сезона.

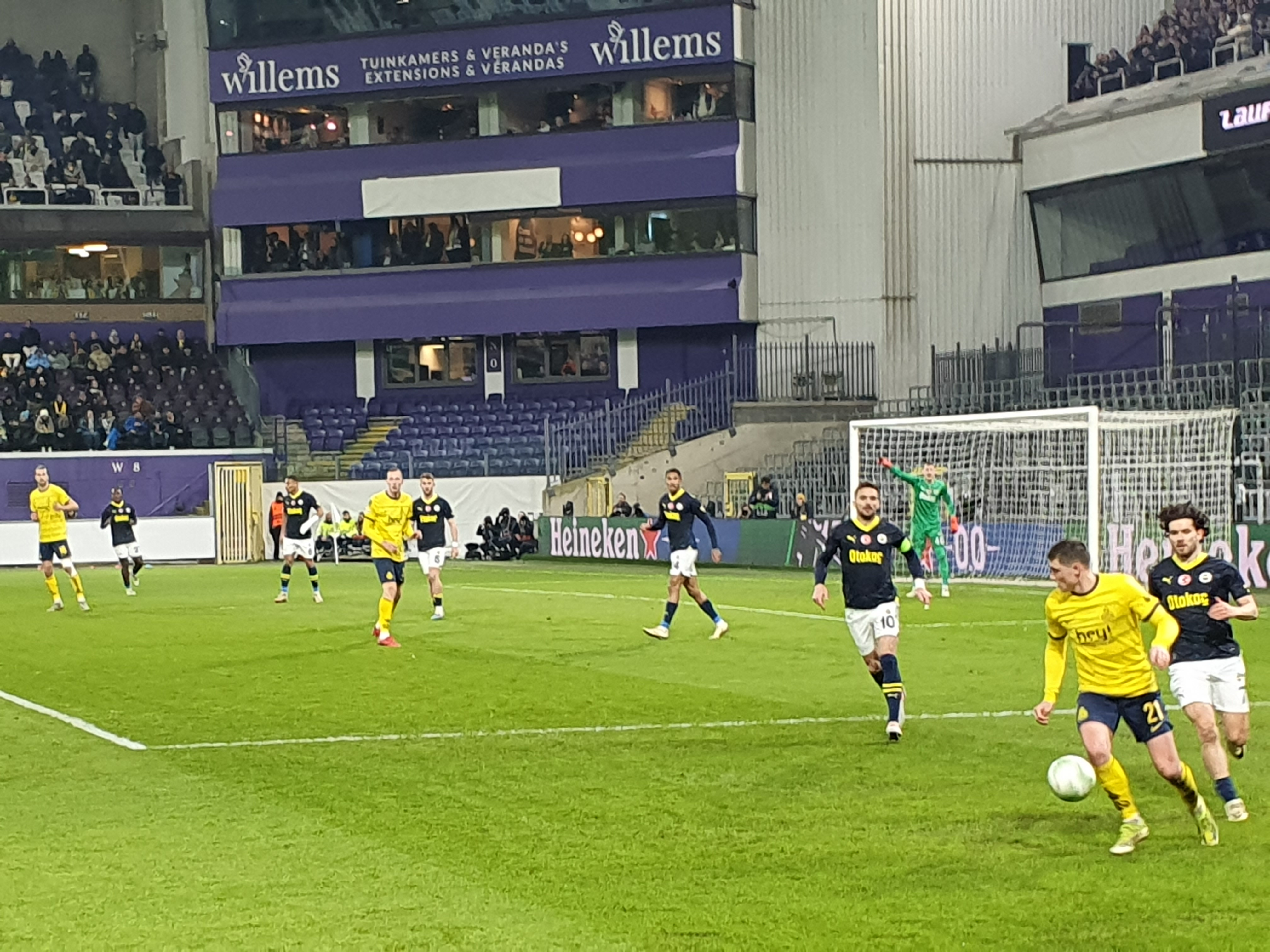
«Юнион» — «Фенербахче». 07 марта 2024 года.

Сложности еврокубковой кампании не сильно отразились на результатах «Юниона» на национальной арене. 9 мая 2024 года благодаря минимальной победе над «Антверпеном» 1:0 команда выигрывает свой первый за 110 лет Кубок Бельгии, ставший третьим таким трофеем в активе клуба. «Юнион» вновь занимает первое место в регулярном чемпионате с уверенным отрывом от идущего следом «Андерлехта» в 7 очков. В стадии плей-офф после деления очков сокративших преимущество клуба до 3 очков и ряда неудачных игр шансы команды на победу в чемпионате сократились до минимума. Победы над «Серкль Брюгге» и «Генком» в последних турах плей-офф заметно повысили шансы «Юниона» на успех, но клубу все равно не удается завоевать золото, отстав от первого места всего на 1 очко. Чемпионом Бельгии по итогам плей-офф на удивление многих становится занявший 4-е место в регулярном чемпионате «Брюгге» отстававший от «Юниона» на целых 19 очков. 20 июня 2024 года состоялась финальная встреча руководства бельгийской Про-лиги с представителями профессиональных футбольных клубов страны посвящённая новому формату чемпионата Бельгии. Множество клубов имевших претензии к нынешнему формату имели время предложить свои идеи и пожелания руководству бельгийской Про-лиги, создавшему на их основе новые варианты формата чемпионата. Однако к радости гендиректора Про-Лиги Лоренса Парейса открыто отстаивавшего имеющийся формат за его «неожиданность», клубы так и не пришли к согласию, тем самым оставив в силе нынешний формат Про-лиги.
27 июня 2024 года, после ряда предшествующих слухов Александр Блессин официально покидает «Юнион» и становится новым тренером немецкого «Санкт-Паули». 7 июля 2024 года новым тренером «Юниона» становится его бывший игрок и в прошлом тренер юношеской команды клуба Себастьян Поконьоли. 20 июля 2024 года «Юнион» выигрывает свой первый Суперкубок Бельгии обыграв «Брюгге» на их же поле со счётом 1:2. Данная победа стала примечательна тем, что «Юнион» стал первым за 20 лет победителем Кубка Бельгии, которому удалось обыграть чемпиона в матче за Суперкубок.

## Болельщики и соперничество с другими клубами

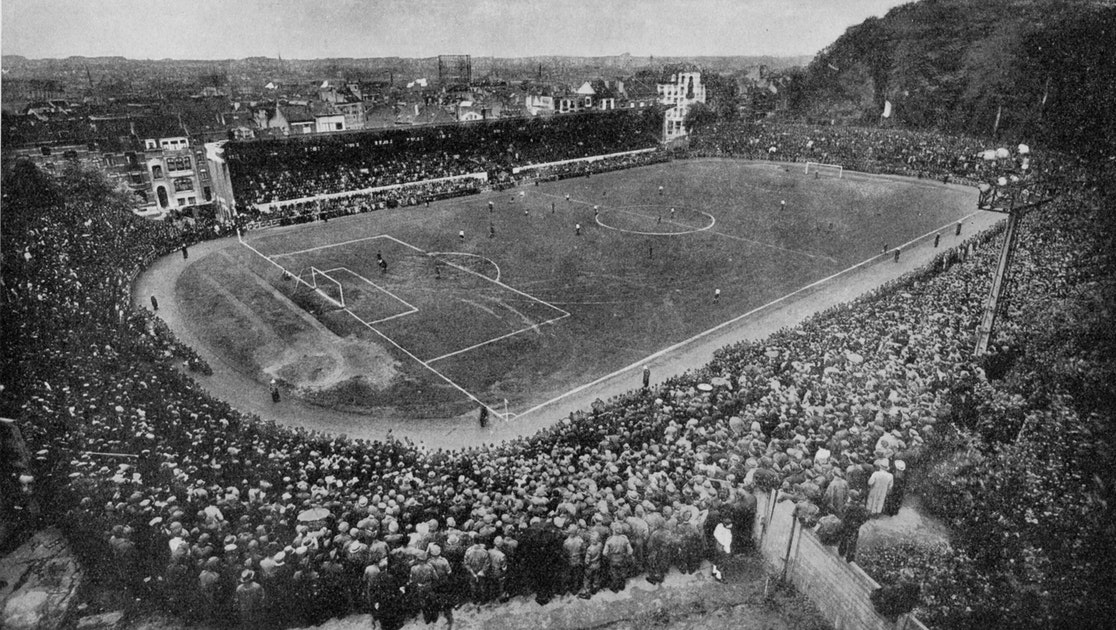
Переполненные трибуны «Дуден Парк» наблюдают за дерби «Юниона» и «Даринга». 1930 год.

В настоящее время переживающий своё возрождение «Юнион» пользуется сильной поддержкой в родной для себя южной части Брюсселя, однако постепенно возвращает былую популярность, как в столице, так и за её пределами. Болельщики «Юниона» поддерживают давнюю дружбу с фанатами «Льежа» и «Серкль Брюгге». Ультрас «Юниона» представлены созданной в 2001 году группировкой «Union Bhoys» традиционно занимающими восточную трибуну «Жозеф Марьен». Своим названием группировка обязана знаменитому в фанатской среде шотландского «Селтика» прозвищу «bhoys», и является ничем иным как данью уважения последним. Ультрас обеих команд разделяют одинаковые политические взгляды и приверженость к антирасистским и антифа взглядам. Выезд «Union Bhoys» в Глазго на еврокубковый матч «Юниона» против принципиального соперника «кельтов» «Рейнджерса» положил начало их дружеских отношений с ультрас «Селтика».
Самыми принципиальными для «Юниона» являются матчи с «Моленбеком» ввиду его преемственности «Дарингу», ныне не существующему клубу, что в прошлом был главным и самым ненавистным соперником «Юниона». Дерби этих двух команд, известное как «Цванце дерби», в первой половине XX века было одним из самых ярких спортивных событий в жизни бельгийской столицы. Хорошим доказательством тому служит написанная Полем Ван Сталле и Йорисом ди Хансвиком пьеса «Боссеманс и Коппенолль». Вдохновленная противостоянием двух великих брюссельских клубов, она имела большой успех, и в последстивии в том же 1938 году известный бельгийский режиссёр Гастон Шукенс экранизировал её, добавив в свой фильм реальные кадры из матча между «Юнионом» и «Дарингом». Ввиду финансовых трудностей и постепенному упадку обеих команд уже во второй половине XX века, помимо взаимной ненависти друг к другу у них появилось и чувство взаимного сожаления. Со временем непримиримые соперники иногда даже устраивали дружеские матчи в поддержку друг друга, относясь тем самым с уважением к своему непростому, но общему прошлому. По некой иронии в 2019 году владельцем «Моленбека» стал американский бизнесмен Джон Текстер, который по состоянию на 2021 год владеет 40 % акций английского «Кристал Пэлас». Данный клуб является самым ненавистным соперником «Брайтон энд Хоув Альбион», с которым «Юнион» ввиду общего владельца имеет плодотворное сотрудничество и дружбу.
Ещё одним соперником «Юниона» можно назвать другой столичный клуб из юго-западной части Брюсселя — «Андерлехт». Несмотря на то, что в отличие от «Даринга», эти клубы не связывает какая-либо взаимная ненависть друг к другу или серьёзное соперничество в прошлом, но именно «Андерлехт» по мере упадка «Юниона» во второй половине XX века занял его нишу самого сильного клуба столицы. Право называться им и формирует «номинальное» соперничество между «Андерлехтом» и «Юнионом», как и новое «столичное дерби» в рамках Лиги Жюпиле. В настоящее время как между самими клубами, так и их болельщиками все ещё сохраняется уважительное отношение друг к другу, однако ввиду того, что в мае 2022 года руководство «Андерлехта» переманило тренера «Юниона» Фелиса Маззу, дружеские отношения как на уровне руководств клубов, так и на уровне болельщиков клубов заметно ухудшились.

## Стадион

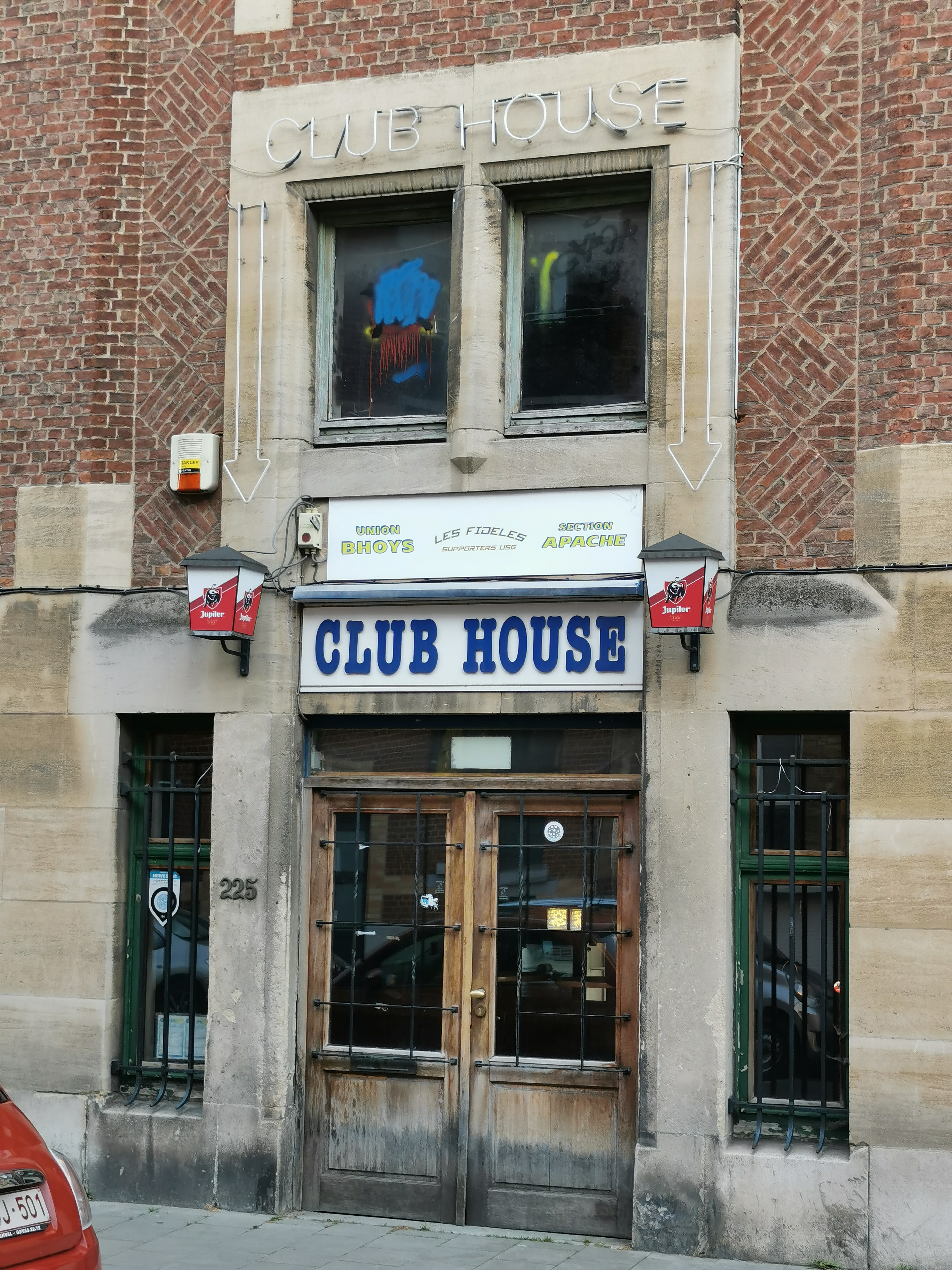
Действующий на «Жозеф Марьен» спорт-бар «Club House» — сердце фанатской жизни «Юниона»

«Жозеф Марьен» — многофункциональный стадион, расположенный в коммуне Форе, южная часть столицы Бельгии Брюсселя. Ранее был известнен как «Дуден Парк», от одноимённого парка рядом с ареной. Строительство стадиона было начато в 1915 году при поддержке королевской семьи Бельгии, однако ввиду Первой мировой войны затянулось до 1919 года. Торжественно открыт членами бельгийской королевской семьи 14 сентября 1919 года. Матчем открытия стал товарищеский матч между «Юнионом» и итальянским «Миланом». В 1920 году стадион принимал три футбольных матча в рамках проходивших в стране Летних Олимпийских Игр. В 1926 году «Дуден Парк» был реконструирован по проекту бельгийского архитектора Альберта Каллеварта, а над работой с новым фасадом арены был привлечен скульптор Оскар де Клерк. 29 августа 1926 года в присутствии множества почётных гостей включая принца бельгийского Шарля, «Дуден Парк» был вновь торжественно открыт для посетителей. 19 февраля 1933 года на 52-году жизни от сердечного приступа умирает президент клуба Жозеф Марьен. Несколько месяцев спустя, чтобы отдать должное его заслугам, руководство клуба принимает решение переименовать «Дуден Парк» в его честь. В то время в золотые для «Юниона» годы стадион мог вмещать до 44 000 зрителей.
Во второй половине XX века «Юнион» начинает испытывать упадок, а интерес к команде постепенно снижается. В 1976 году была убрана легкоатлетическая дорожка вокруг поля, а вслед за ней и королевская ложа. Дальнейшие десятилетия ознаменовались постепенным закрытием и демонтажом части трибун арены. Кульминацией этой тенденции стал 2010 год когда количество мест на «Жозеф Марьен» было уменьшено до 5500 мест. В этом же году фасад арены был признан культурным наследием, защищенным от разрушения законом. Это не только лишает нынешнее руководство «Юниона» возможности серьёзно расширять или перестраивать «Жозеф Марьен», а и является одной из причин, по которой в настоящий момент клуб находится в поиске участка для строительства нового современного стадиона.
В период с 2016 по 2018 год для соответствия стандартам Второй лиги Бельгии стадион был закрыт на ремонт. Игры сезона 2016/17 и 2017/18 «Юнион» играл на «Стадионе имени короля Бодуэна». После проведённых работ количество мест на «Жозеф Марьен» было расширено до 9 400 мест. В сезоне 2022/23 ввиду того, что «Жозеф Марьен» не соответствовал стандартам УЕФА, команда вынуждена была играть свои еврокубковые матчи на других аренах, что вызвало бурную реакцию болельщиков клуба. Одной их таких арен стала домашняя арена их соседей «Андерлехта» — «Лотто Парк».
При стадионе действует клубный фан-шоп и спорт-бар «Club House» — излюбленное место празднования побед болельщиками «Юниона».

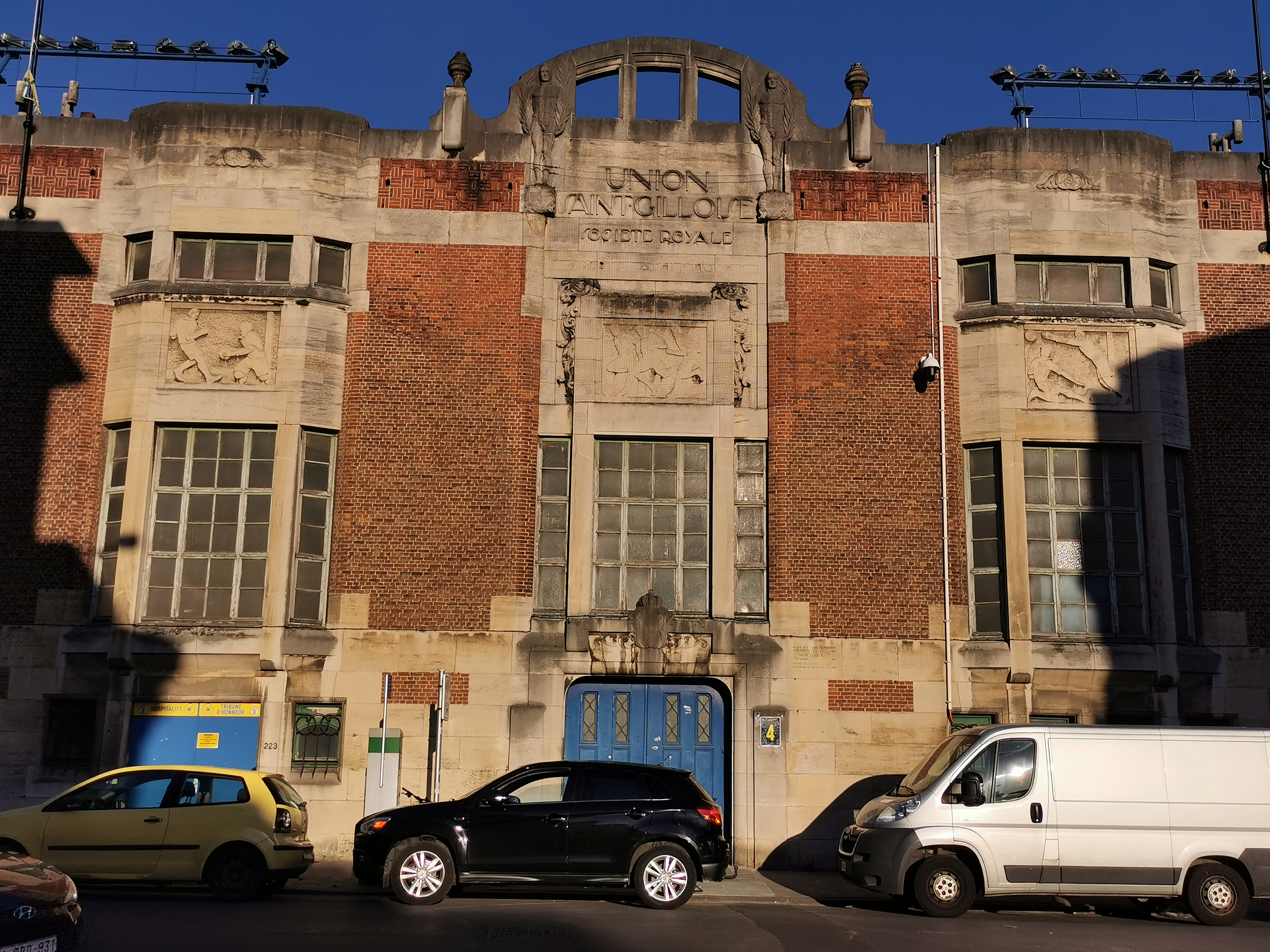
Знаменитый фасад «Жозеф Марьен»
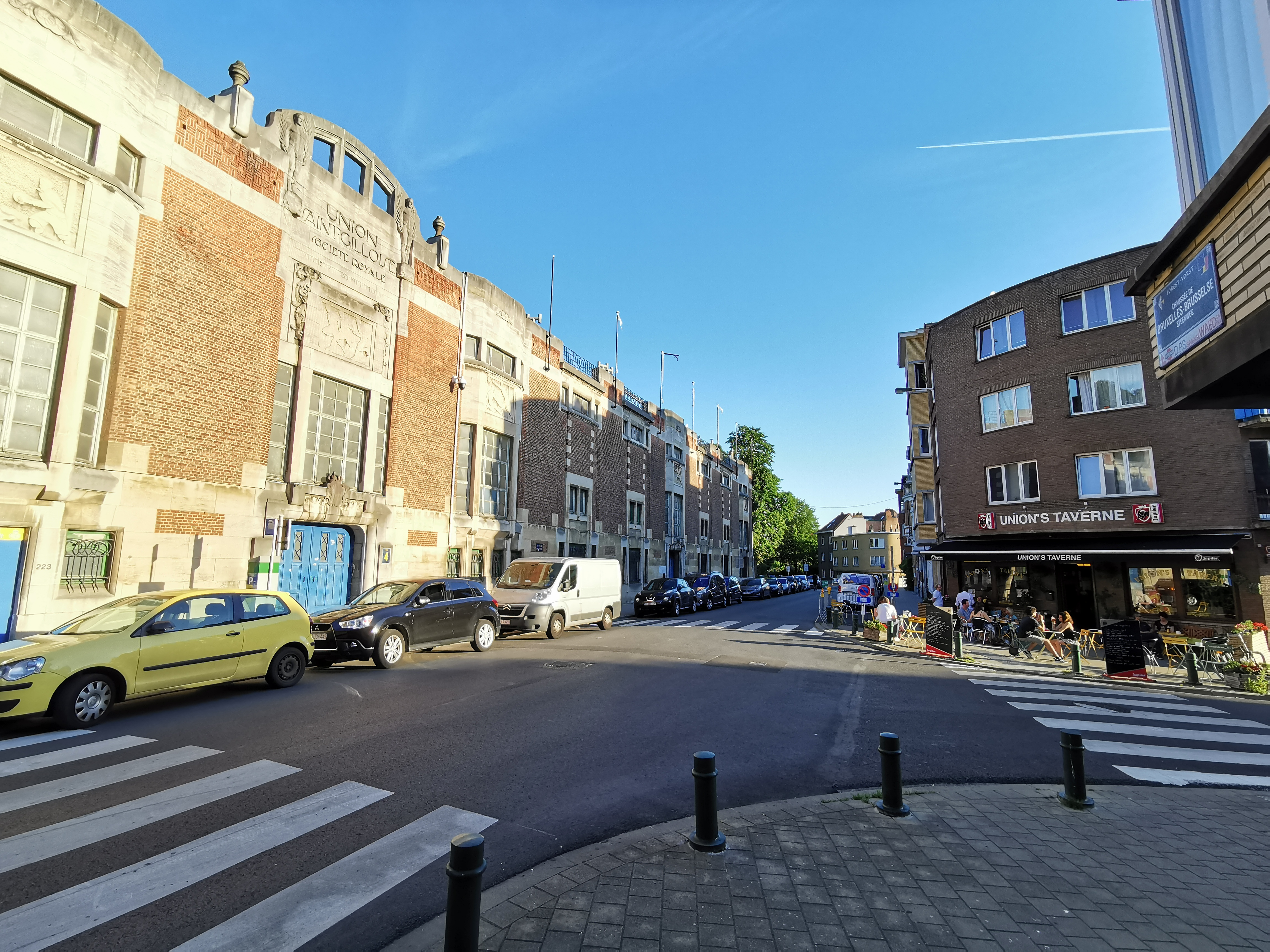
Вид на «Жозеф Марьен» с улицы
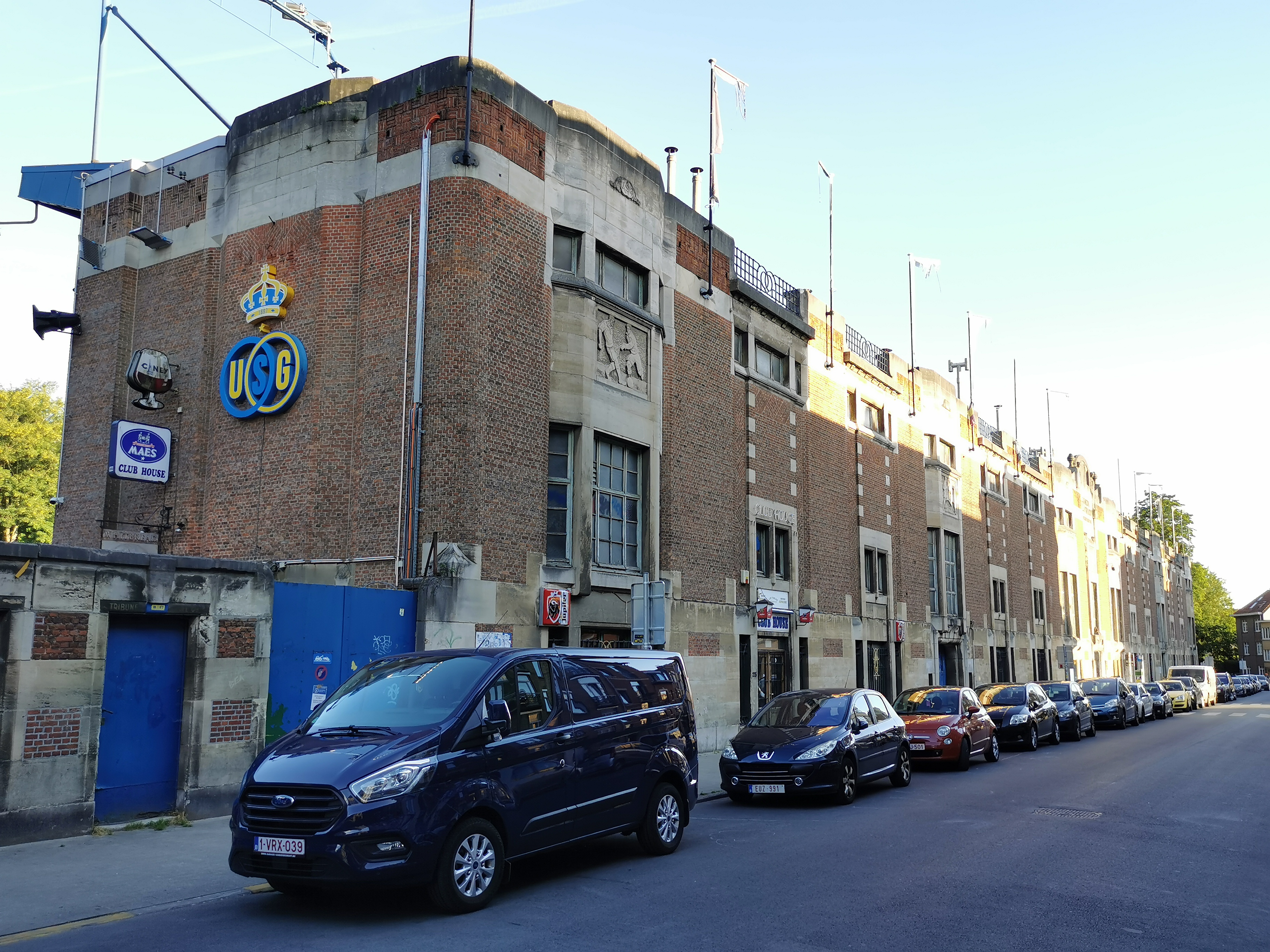
Вид сбоку на арену и вход в «Club House»
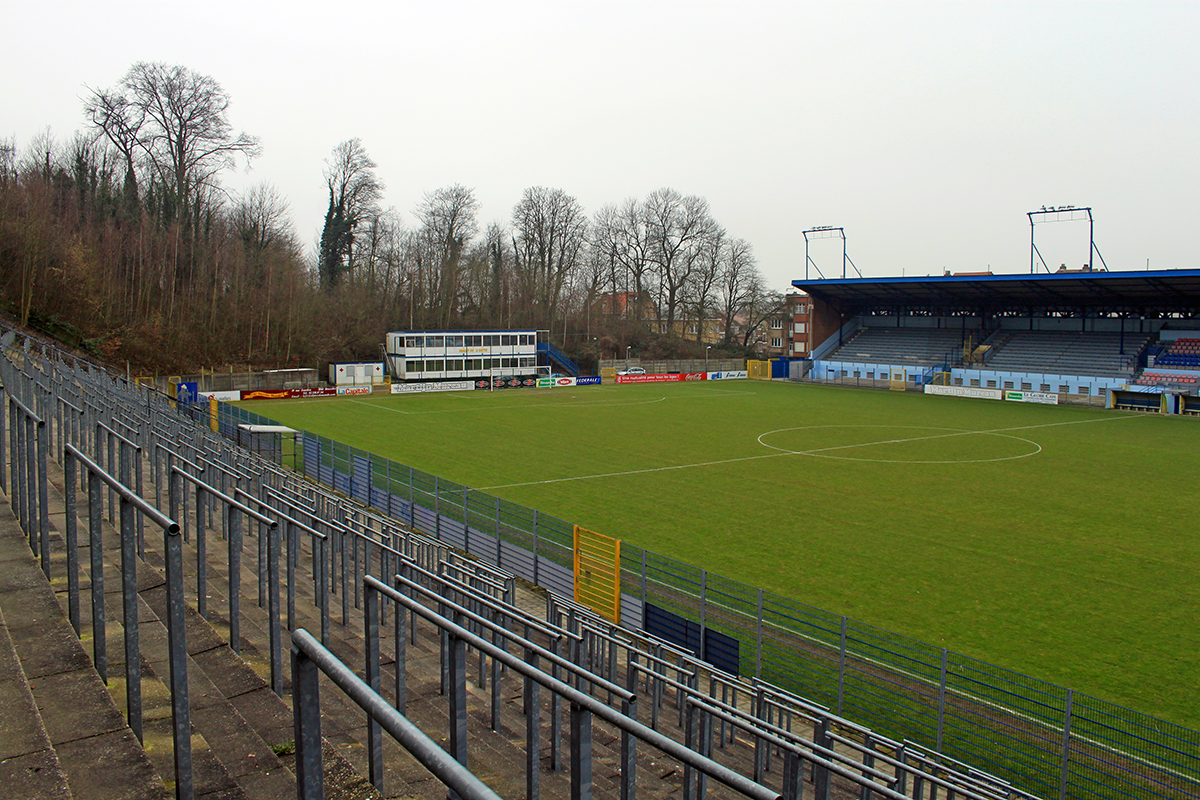
«Жозеф Марьен» в 2011 году

## Достижения

### Национальные
- Чемпионат Бельгии:
  - Чемпион (12): 1903/04, 1904/05, 1905/06, 1906/07, 1908/09, 1909/10, 1912/13, 1922/23, 1932/33, 1933/34, 1934/35, 2024/25
  - Вице-чемпион (10): 1902/03, 1907/08, 1911/12, 1913/14, 1919/20, 1920/21, 1921/22, 1923/24, 2021/22, 2023/24
- Кубок Бельгии:
  - Обладатель (3): 1913, 1914, 2023/24
- Суперкубок Бельгии
  - Обладатель : 2024
- Второй дивизион Бельгии по футболу:
  - Чемпион (4): 1901, 1951, 1964, 2020/21
- Трофей Жуля Папперта:
  - Обладатель (3): 1956, 1976, 2021
- Бельгийская национальная награда за спортивные заслуги:
  - Обладатель: 1934

### Международные
- Вызов Севера
  - Победитель (3): 1904, 1905, 1907
  - Финалист: 1908
- Кубок Ван дер Стратен-Понтоз
  - Обладатель (3): 1905, 1906, 1907
  - Финалист: 1904
- Кубок Жана Дюпюи
  - Обладатель (4): 1912, 1913, 1914, 1925
  - Финалист: 1908
- Кубок ярмарок
  - Полуфиналист: 1958/60
- Лига Европы УЕФА
  - Четвертьфиналист: 2022/23

### Индивидуальные
- Лучший бомбардир чемпионата Бельгии:
  - (6): Гюстав Вандерстаппен (1903 и 1904), Морис Вертонген (1910), Ахилл Мейскенс (1923), Витал ван Ландегем (1934), Дениз Ундав (2022)
- Футболист года Бельгийской Про-лиги:
  - (2): Дениз Ундав (2022)[42], Камерон Пуэртас (2024)
- Тренер года Бельгийской Про-лиги:
  - (2): Фелис Маззу (2022)[43][44], Александер Блессин (2024)
- Лучший бомбардир второй лиги Бельгии:
  - (1): Франс Лорис (1951)
- Трофей Раймонда Гуталса:
  - (2): Фелис Маззу (2021)[45], Карел Герертс (2022)[46]

## Выступление клуба в еврокубках
| Сезон   | Турнир                | Раунд                           | Клуб                 | Дома | В гостях      | Итого | [ a ] |
| ------- | --------------------- | ------------------------------- | -------------------- | ---- | ------------- | ----- | ----- |
| 1958/60 | Кубок ярмарок         | 1/8                             | Сборная Лейпцига     | 6-1  | 0-1           | 6-2   |       |
| 1958/60 | Кубок ярмарок         | 1/4                             | Рома                 | 2-0  | 1-1           | 3-1   |       |
| 1958/60 | Кубок ярмарок         | 1/2                             | Бирмингем Сити       | 2-4  | 2-4           | 4-8   |       |
| 1960/61 | Кубок ярмарок         | 1/8                             | Рома                 | 0-0  | 1-4           | 1-4   |       |
| 1961/62 | Кубок ярмарок         | 1/16                            | Хартс                | 1-3  | 0-2           | 1-5   |       |
| 1962/63 | Кубок ярмарок         | 1/16                            | Олимпик Марсель      | 4-2  | 0-1           | 4-3   |       |
| 1962/63 | Кубок ярмарок         | 1/8                             | Динамо Загреб        | 1-0  | 1-2           | 2-2   |       |
| 1964/65 | Кубок ярмарок         | 1/16                            | Ювентус              | 0-1  | 0-1           | 0-2   |       |
| 2022/23 | Лига чемпионов        | 3-й квалификационный раунд      | Рейнджерс            | 2-0  | 0-3           | 2-3   |       |
| 2022/23 | Лига Европы УЕФА      | Групповой этап                  | Брага                | 3-3  | 2-1           | 1-е   |       |
| 2022/23 | Лига Европы УЕФА      | Групповой этап                  | Мальмё               | 3-2  | 2-0           | 1-е   |       |
| 2022/23 | Лига Европы УЕФА      | Групповой этап                  | Унион Берлин         | 0-1  | 1-0           | 1-е   |       |
| 2022/23 | Лига Европы УЕФА      | 1/8                             | Унион Берлин         | 3-0  | 3-3           | 6-3   |       |
| 2022/23 | Лига Европы УЕФА      | 1/4                             | Байер 04             | 1-4  | 1-1           | 2-5   |       |
| 2023/24 | Лига Европы УЕФА      | Квалификационный раунд плей-офф | Лугано               | 2-0  | 1-0           | 3-0   |       |
| 2023/24 | Лига Европы УЕФА      | Групповой этап                  | Тулуза               | 1-1  | 0-0           | 3-е   |       |
| 2023/24 | Лига Европы УЕФА      | Групповой этап                  | Ливерпуль            | 2-1  | 0-2           | 3-е   |       |
| 2023/24 | Лига Европы УЕФА      | Групповой этап                  | ЛАСК                 | 2-1  | 0-3           | 3-е   |       |
| 2023/24 | Лига конференций УЕФА | 1/16                            | Айнтрахт (Франкфурт) | 2-2  | 2-1           | 4-3   |       |
| 2023/24 | Лига конференций УЕФА | 1/8                             | Фенербахче           | 0-3  | 1-0           | 1-3   |       |
| 2024/25 | Лига чемпионов        | 3-й квалификационный раунд      | Славия (Прага)       | 0-1  | 1-3           | 1-4   |       |
| 2024/25 | Лига Европы УЕФА      | Общий этап                      | Фенербахче           | —    | 1-2           | 21-е  |       |
| 2024/25 | Лига Европы УЕФА      | Общий этап                      | Будё-Глимт           | 0-0  | —             | 21-е  |       |
| 2024/25 | Лига Европы УЕФА      | Общий этап                      | Мидтьюлланн          | —    | 0-1           | 21-е  |       |
| 2024/25 | Лига Европы УЕФА      | Общий этап                      | Рома                 | 1-1  | —             | 21-е  |       |
| 2024/25 | Лига Европы УЕФА      | Общий этап                      | Твенте               | —    | 1-0           | 21-е  |       |
| 2024/25 | Лига Европы УЕФА      | Общий этап                      | Ницца                | 2-1  | —             | 21-е  |       |
| 2024/25 | Лига Европы УЕФА      | Общий этап                      | Брага                | 2-1  | —             | 21-е  |       |
| 2024/25 | Лига Европы УЕФА      | Общий этап                      | Рейнджерс            | —    | 1-2           | 21-е  |       |
| 2024/25 | Лига Европы УЕФА      | Раунд плей-офф                  | Аякс                 | 0-2  | 2-1(доп. вр.) | 2-3   |       |

1. ↑  Проход в следующую стадию () или выбывание из турнира ()
2. ↑  Из-за ничейного результата по итогам двух игр был проведён дополнительный матч плей-офф в Линце, который был проигран со счётом 2:3

## Состав
| 1  | Флаг Бельгии     | Вр  | Вик Шамбаре            | 2003 |  |  |  |  |  |
| 14 | Флаг Швеции      | Вр  | Йоахим Имбрехтс        | 2001 |  |  |  |  |  |
| 49 | Флаг Люксембурга | Вр  | Антони Морис (капитан) | 1990 |  |  |  |  |  |
| —  | Флаг Грузии      | Вр  | Гиорги Кавлашвили      | 2007 |  |  |  |  |  |
|    |                  |     |                        |      |  |  |  |  |  |
| 5  | Флаг Аргентины   | Защ | Кевин Макаллистер      | 1997 |  |  |  |  |  |
| 16 | Флаг Англии      | Защ | Кристиан Бёрджесс      | 1991 |  |  |  |  |  |
| 19 | Флаг Бельгии     | Защ | Гийом Франсуа          | 1990 |  |  |  |  |  |
| 26 | Флаг Англии      | Защ | Росс Сайкс             | 1999 |  |  |  |  |  |
| 28 | Флаг Японии      | Защ | Коки Матида            | 1997 |  |  |  |  |  |
| 48 | Флаг Бельгии     | Защ | Федде Лейсен           | 2003 |  |  |  |  |  |
| —  | Флаг Сенегала    | Защ | Мамаду Тьерно Барри    | 2005 |  |  |  |  |  |
|    |                  |     |                        |      |  |  |  |  |  |
| 4  | Флаг Норвегии    | ПЗ  | Матиас Расмуссен       | 1997 |  |  |  |  |  |
| 6  | Флаг Бельгии     | ПЗ  | Камил Ван де Перре     | 2004 |  |  |  |  |  |

| 10 | Флаг Бельгии   | ПЗ  | Ануар Аит-Эль-Хадж    | 2002 |  |  |  |  |  |
| 21 | Флаг Бельгии   | ПЗ  | Алессио Кастро-Монтес | 1997 |  |  |  |  |  |
| 24 | Флаг Бельгии   | ПЗ  | Шарль Ванхаутте       | 1998 |  |  |  |  |  |
| 27 | Флаг ДР Конго  | ПЗ  | Ноа Садики            | 2004 |  |  |  |  |  |
|    |                |     |                       |      |  |  |  |  |  |
| 9  | Флаг Хорватии  | Нап | Франьо Иванович       | 2003 |  |  |  |  |  |
| 11 | Флаг Германии  | Нап | Хенок Теклаб          | 1998 |  |  |  |  |  |
| 12 | Флаг Канады    | Нап | Промис Дэвид          | 2001 |  |  |  |  |  |
| 13 | Флаг Эквадора  | Нап | Кевин Родригес        | 2000 |  |  |  |  |  |
| 20 | Флаг Швейцарии | Нап | Марк Гигер            | 2004 |  |  |  |  |  |
| 22 | Флаг Сенегала  | Нап | Уссейну Ньянг         | 2001 |  |  |  |  |  |
| 23 | Флаг Марокко   | Нап | Софьян Буфаль         | 1993 |  |  |  |  |  |
| 25 | Флаг Израиля   | Нап | Анан Халили           | 2004 |  |  |  |  |  |
| 77 | Флаг Ганы      | Нап | Мохамед Фусейни       | 2002 |  |  |  |  |  |

#### Игроки в аренде в других клубах
| № |                   | Поз. | Имя                                                    | Год рождения |
| - | ----------------- | ---- | ------------------------------------------------------ | ------------ |
| — | Флаг Бельгии      | ПЗ   | Натан Хёйгевелде (в Кортрейке до 30 июня 2025)         | 2004         |
| — | Флаг Кот-д’Ивуара | ПЗ   | Жан Тьерри Лазар (в Стандарде до 30 июня 2025)         | 1998         |
| — | Флаг Алжира       | Нап  | Мохамед Эль Амин Амура (в Вольфсбурге до 30 июня 2025) | 2000         |

| № |                | Поз. | Имя                                                 | Год рождения |
| - | -------------- | ---- | --------------------------------------------------- | ------------ |
| — | Флаг Германии  | Нап  | Деннис Эккерт (в Стандарде до 30 июня 2025)         | 1997         |
| — | Флаг Финляндии | Нап  | Каспер Терхо (в Падерборне 07 до 30 июня 2025)      | 2003         |
| — | Флаг Бельгии   | Нап  | Элтон Кабангу (в Харт оф Мидлотиан до 30 июня 2025) | 1998         |

## Форма

### Домашняя
| 2019/20 | 2020/21 | 2021/22 | 2022/23 | 2023/24 | 2024/25 |

### Гостевая
| 2019/20 | 2020/21 | 2021/22 | 2022/23 | 2023/24 |

### Резервная
| 2022/23 | 2023/24 |

Источники: